# Ral·li dels Faraons
El Ral·li dels Faraons (oficialment en francès, Rallye des Pharaons) fou una prova de ral·li raid que es disputà a Egipte anualment des del 1982 al 2015. La sortida i l'arribada eren al Caire, als peus de la Piràmide de Giza, i el recorregut total era d'aproximadament 3.100 km. Tenia un format similar al del Ral·li Dakar pel fet de disputar-se al desert i de participar-hi cotxes, camions i motocicletes.
El Ral·li dels Faraons va néixer a partir d'una idea de Jean-Claude Morellet. El 1998, l'organització va ser assumida per JVD, una empresa gestionada per Jacky Ickx, Vincenzo Lancia i Daniele Cotto, i el nom de la prova es canvià per Pharaons International Cross Country Rally. Des del 2000, la prova fou puntuable per al Campionat del Món de Ral·lis Cross-Country i des del 2005, per a la Copa del Món de Ral·lis Raid.
El 29 de setembre de 2004, el ral·li es veié colpit per la tragèdia quan Richard Sainct, tres vegades guanyador del Ral·li Dakar, es va morir en sortir de la pista la seva motocicleta. Com a mostra de condol, KTM va retirar la resta de l'equip oficial de fàbrica de la cursa.

## Llista de guanyadors
Font:

### Primera etapa (1982-2008)
| Any  | Cotxes (Pilot / Copilot)                  | Motocicletes    |
| ---- | ----------------------------------------- | --------------- |
| 1982 | André Trossat / Jean-Claude Briavoine     | Edi Orioli      |
| 1983 | Jean-Claude Briavoine / Catherine Plessis | Patrick Drobecq |
| 1984 | Christian Avril / Gérard Troublé          | Gaston Rahier   |

| Any                      | Cotxes (Pilot / Copilot)                  | Motocicletes            | Camions (Pilot / Copilot)                           |
| ------------------------ | ----------------------------------------- | ----------------------- | --------------------------------------------------- |
| 1985                     | Saeed Al-Hajiri / John Spiller            | Gaston Rahier           | Kovár / Brzobohatý / Héritier                       |
| 1986                     | Mikel Prieto / Ramon Térmens              | Franco Picco            | Bonvin / Jacquerod / Missilliez                     |
| 1987                     | Ari Vatanen / Bruno Berglund              | Alessandro De Petri     | Groine / Ferri                                      |
| 1988                     | Ari Vatanen / Bruno Berglund              | Gaston Rahier           | Francesco Perlini / G. Belotti / Claudio Vinante    |
| 1989                     | Ari Vatanen / Bruno Berglund              | Alessandro De Petri     | -                                                   |
| 1990                     | Hubert Auriol / Philippe Monnet           | Alessandro De Petri     | Gueguen / Damereu                                   |
| 1991                     | Ari Vatanen / Bruno Berglund              | Danny Laporte           | Pelichet / Pelichet / Musitelli                     |
| 1992                     | Jean-Louis Schlesser                      | Franco Picco            | Maurizio Traglio / Del Prete                        |
| 1993                     | Timo Salonen / Fred Gallagher             | Edi Orioli              | Maurizio Traglio / Pio                              |
| 1994                     | Jean-Louis Schlesser                      | Heinz Kinigardner       | -                                                   |
| 1995 - 1997: No disputat |                                           |                         |                                                     |
| 1998                     | Giorgio Beccaris / Roberto Ferrari        | Fabrizio Meoni          | -                                                   |
| 1999                     | Gerard Marcy / Jean-Paul Cottret          | Fabrizio Meoni          | -                                                   |
| 2000                     | Grégoire De Mévius / Alain Guehennec      | Fabrizio Meoni          | -                                                   |
| 2001                     | José Luis Monterde / Rafael Tornabell     | Fabrizio Meoni          | Gilberto Sandretto / Corrado Pattono                |
| 2002                     | Balázs Szalay / Aladár Laklóth            | Richard Sainct          | Giuseppe Panseri / Giacomo Vismara / Marco Sangalli |
| 2003                     | Yves Loubet / Jacky Dubois                | Nani Roma               | Teruhito Sugawara / Masahiro Saiki                  |
| 2004                     | Alain De Mevius / Emmanuel Eggermont      | Pål Anders Ullevålseter | Giacomo Vismara / Mario Cambiaghi                   |
| 2005                     | Stéphane Henrard / Antonia De Roissard    | Marc Coma               | Giuseppe Panseri / Marco Piana / Oscar Mor          |
| 2006                     | Sergey Shmakov / Konstantin Meshcheryakov | Marc Coma               | Giacomo Vismara / Mario Cambiaghi / Paola Bellina   |
| 2007                     | Christian Lavieille / François Borsotto   | Marc Coma               | Matteo Paccani / Attilio Brevi                      |
| 2008                     | Cristian Lavieille / François Borsotto    | David Casteu            | Matteo Paccani / Attilio Brevi / Luca Baschenis     |

### Segona etapa (2009-2015)
| Any  | Cotxes (Pilot / Copilot)             | Motocicletes            | Camions (Pilot / Copilot)                            | Quads             |
| ---- | ------------------------------------ | ----------------------- | ---------------------------------------------------- | ----------------- |
| 2009 | Jérôme Pélichet / Eugénie Decré      | Cyril Despres           | -                                                    | Camelia Liparoti  |
| 2010 | Jean-Louis Schlesser / Arnaud Debron | Marc Coma               | Luisa Trucco / Corrado Pattono                       | Marcos Patronelli |
| 2011 | Jean-Louis Schlesser / Arnaud Debron | Marc Coma               | Marco Piana / Christophe Troesch / Jaroslaw Kazberuk | Lilian Lancelevee |
| 2012 | Khalifa Al Mutaiwei / Andreas Schulz | Joan Barreda            | -                                                    | Lukasz Laskawiec  |
| 2013 | No disputat                          | No disputat             | No disputat                                          | No disputat       |
| 2014 | Yazeed Al-Rajhi / Timo Gottschalk    | Juan Carlos Salvatierra | -                                                    | Rafal Sonik       |
| 2015 | Nasser Al-Attiyah / Mathieu Baumel   | Jakub Piatek            | Artur Ardavicius / Alexey Nikizhev / Jakub Hrava     | Mohamed Abu Issa  |